# ジェームズ・セス
ジェームズ・セス（James Seth, 1860年5月6日 - 1924年7月24日）は、スコットランドの哲学者である。イギリスにおけるヘーゲル主義者（観念論）として知られ、イギリス哲学の伝統と言える経験論に対抗した。実兄のアンドリュー・セスも観念論研究で有名な哲学者である。一般に兄に比べると、知名度業績ともに劣っているとされるが、イギリスの観念論研究において触れなくてはならない名であろう。
ジェームズ・セスはスコットランドのエディンバラで生まれ、兄と同じように1876年にエディンバラ大学に入学し、兄と同様に哲学を専攻して首席で卒業した。兄と同様に彼もドイツに留学し、観念論研究に費やした。各大学で教鞭をとった後、1891年にエディンバラ大学の倫理学教授に就任、1919年まで教鞭を取った。兄アンドリューが形而上学を専門としていたのに対して、ジェームズは観念論哲学の倫理学に興味持っていた。兄弟はスコットランド・エディンバラで哲学の名を轟かしていた。これは、グラスゴーにおけるケアード兄弟と同様と言えよう。

## 著作
- 倫理学的要求しての自由（1891年）　主著
- 倫理学原理研究（1894年）
- 英国の哲学者と学派（1912年）
- 倫理と宗教のエッセー（1926年）　遺作